# Alena Hanáková

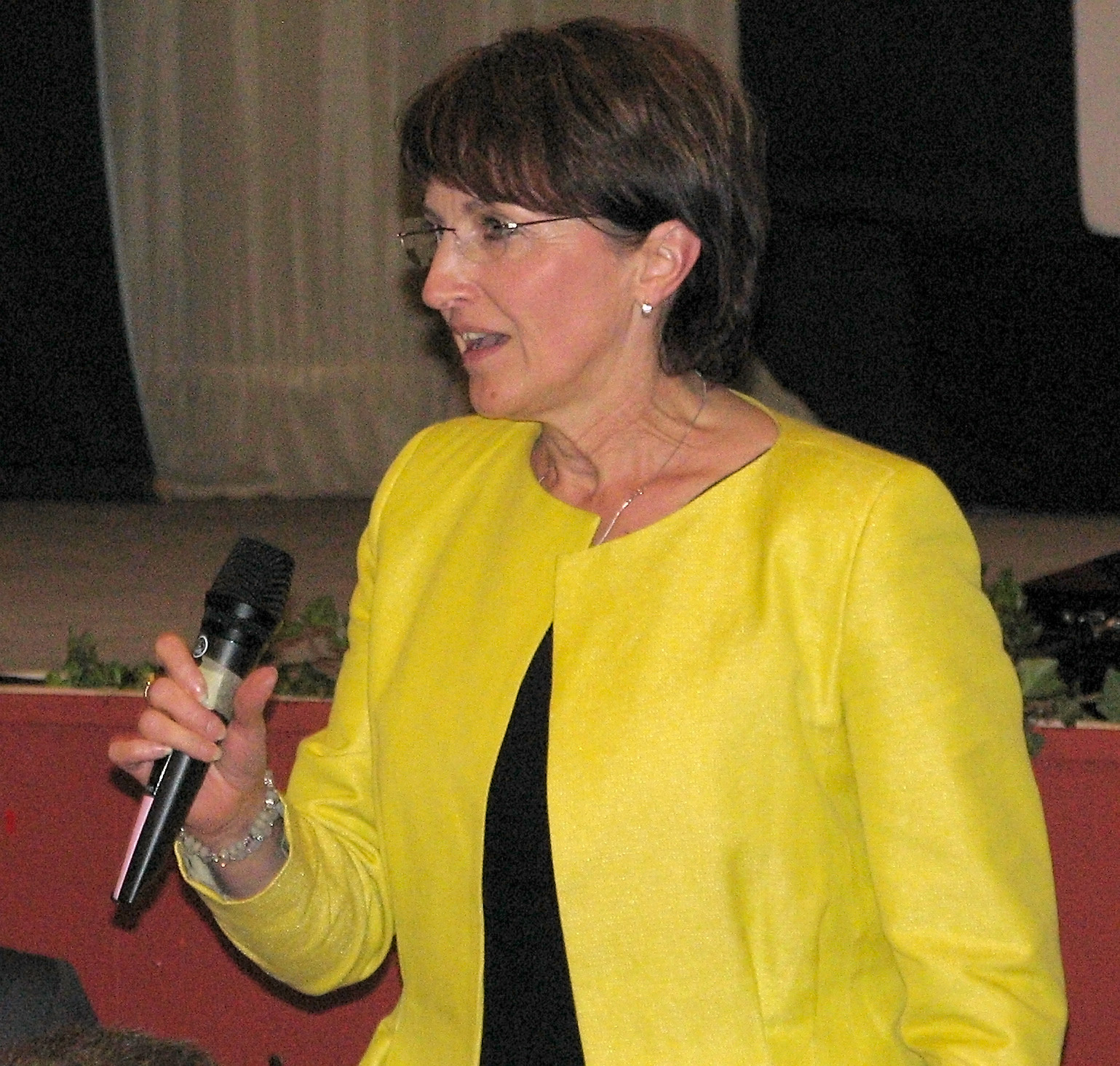
Alena Hanáková (2012)

Alena Hanáková (* 1. September 1958 in Gottwaldov) ist eine tschechische Politikerin und Lehrerin. Sie war von Dezember 2011 bis Juli 2013 Kulturministerin der Tschechischen Republik in der Regierung Petr Nečas und von 2010 bis 2013 Abgeordnete des Abgeordnetenhauses des Parlaments der Tschechischen Republik. Zuvor war sie von 2006 bis 2010 Bürgermeisterin der Stadt Vizovice in der Region Zlín.

## Leben

### Ausbildung und Beruf
Alena Hanáková wurde am 1. September 1958 in Gottwaldov geboren. 1977 machte sie ihr Abitur an der Mittleren Pädagogischen Schule in Boskovice. Anschließend arbeitete sie von 1977 bis 1993 als Erzieherin in Schulhorten in Vizovice, Zlín und Kudlov. Während dieser Zeit absolvierte sie berufsbegleitend ein Studium der Grundschulpädagogik an der Pädagogischen Fakultät der Palacký-Universität Olomouc, das sie 1998 mit dem Magistergrad abschloss.
Von 1993 bis 2002 unterrichtete sie an der Grundschule in Vizovice. Hanáková ist zum zweiten Mal verheiratet und hat aus ihrer ersten Ehe eine Tochter namens Vendula (* 1977) und einen Sohn namens Jakub (* 1982). Sie hat drei Enkelkinder.

### Politische Laufbahn

#### Kommunalpolitik
Seit 2002 ist Hanáková Mitglied des Gemeinderats von Vizovice. Von 2002 bis 2006 war sie stellvertretende Bürgermeisterin der Stadt. Nach den Kommunalwahlen 2006 wurde sie zur Bürgermeisterin gewählt und übte dieses Amt bis November 2010 aus. Seit 2008 ist sie Vorsitzende der Kreisorganisation der Vereinigung der lokalen Selbstverwaltungen der Tschechischen Republik für die Region Zlín.
Bei den Regionalwahlen 2008 wurde sie in das Parlament der Region Zlín gewählt, dem sie bis 2012 angehörte.

#### Abgeordnete
Bei den Parlamentswahlen 2010 kandidierte Hanáková als parteilose Kandidatin auf der Liste der TOP 09 in der Region Zlín und wurde in das Abgeordnetenhaus des Parlaments der Tschechischen Republik gewählt. Sie war Mitglied des Kulturausschusses und stellvertretende Vorsitzende des Unterausschusses für Kultur. Außerdem gehörte sie mehreren interparlamentarischen Freundschaftsgruppen an, darunter mit Frankreich, dem Vereinigten Königreich und den Vereinigten Staaten.

#### Kulturministerin
Am 20. Dezember 2011 wurde Alena Hanáková zur Kulturministerin der Tschechischen Republik ernannt und folgte damit Jiří Besser im Amt. Sie war die zweite Frau in der Regierung Petr Nečas nach Karolína Peake.
Hanákovás Amtszeit als Ministerin war von Kontroversen geprägt. Sie wurde sowohl von Medien als auch von Kulturschaffenden kritisiert, insbesondere wegen ihrer Kommunikationsfähigkeiten. Am 12. Juni 2013 kündigte Hanáková aufgrund mangelnden Rückhalts in der eigenen Partei ihren Rücktritt zum 30. Juni 2013 an. Da jedoch Ministerpräsident Petr Nečas am 17. Juni seinen Rücktritt einreichte und damit die gesamte Regierung demissionierte, endete Hanákovás Amtszeit faktisch am 10. Juli 2013. Ihr Nachfolger wurde Jiří Balvín.

## Politische Zugehörigkeit
Alena Hanáková ist seit 2004 Mitglied der Partei Starostové a nezávislí (STAN). Als Kulturministerin war sie jedoch als parteilose Kandidatin für die TOP 09 nominiert worden, da STAN zu diesem Zeitpunkt nicht an der Regierung beteiligt war.